# HD85061
HD85061 — хімічно пекулярна зоря спектрального класу A2, що має видиму зоряну величину в смузі V приблизно  9,0.
Вона  розташована на відстані близько 3748,9 світлових років від Сонця.